# Agnapha
Agnapha is een geslacht van rechtvleugeligen uit de familie sabelsprinkhanen (Tettigoniidae). De wetenschappelijke naam van dit geslacht is voor het eerst geldig gepubliceerd in 1891 door Brunner von Wattenwyl.

## Soorten
Het geslacht Agnapha omvat de volgende soorten:
- Agnapha fusca Brunner von Wattenwyl, 1891
- Agnapha japena Willemse, 1933
- Agnapha lateralis Karny, 1926
- Agnapha longipes Bolívar, 1902
- Agnapha mediovittata Karny, 1926
- Agnapha rufosignata Bolívar, 1902